# لورنشيا

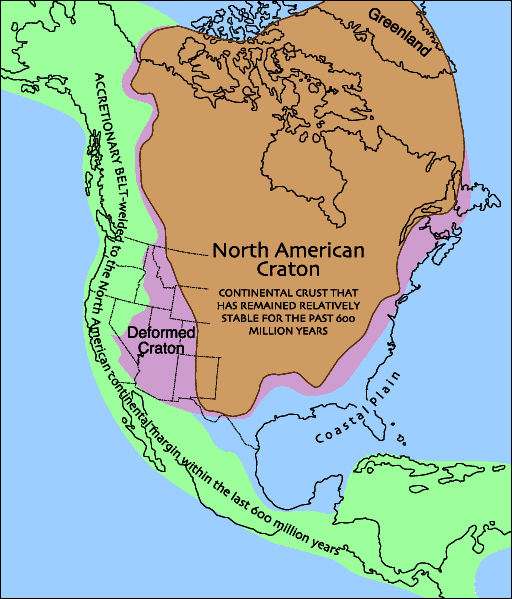
قارة لورنتيا ، وتسمى أيضا كراتون أمريكا الشمالية

قارة لورنشيا أو لورنتيا هي كراتون قاري كبير تشكل اللب الجيولوجي القديم لقارة أمريكا الشمالية. عدة مرات في الماضي كانت لورينتيا قارة منفصلة، كما هو الحال الآن في شكل أمريكا الشمالية على الرغم من أنه في الأصل شملت جرينلاند والجزء الشمالي الغربي من اسكتلندا، والمعروف باسم تيران هيبرين. وخلال أوقات أخرى في الماضي، كانت لورنشيا جزءاً من قارات أكبر وقارات عملاقة وتتكون بحد ذاتها من العديد من التضاريس الأصغر التي تم تجميعها على شكل شبكة من الأحزمة الأوروجينية المبكرة في عصر دهر الطلائع. اصطدمت الجزئيّات الصغيرة والجزر المحيطية بلورنشيا المتنامية باستمرار، وشكلت سويًا الكراتون المستقر الذي نشهده اليوم.
تسمية هذا الكراتون أخذت تسميته من درع لورينتيان (أو ما يعرف بـ الدرع الكندي أو هضبة لورينتيان) وكذلك جبال لورنتيان، التي سميت نسبة إلى نهر سانت لورانس الذي أخذ تسميته من لورانس روما.

## المنصة الداخلية
يقع الجز الأكبر من هذا الكراتون في شرق ووسط كندا ويكون مكشوف على السطح ويعرف باسم الدرع الكندي الذي له امتدادات واسعة تحت سطح الأرض، ولكن هذه التسمية غير شائعة خارج كندا لأن أجزاء كبيرة من هذا الهيكل تمتد في الخارج، حيث المصطلح الأوسع هو هضبة لورينتيان. ففي الولايات المتحدة الأمريكية، وعمق الكراتون مغطاة بالصخور الرسوبية في منصة داخلية واسعة في مناطق الغرب الأوسط الأمريكي والسهول الكبرى ولا تبرز إلا في شمال ولاية مينيسوتا وويسكونسن وجبال آديرونداك في نيويورك وشبه جزيرة ميشيغان العليا.
يتراوح سمك الصخور الكراتونية من 1000 متر إلى أكثر من 6100 متر (3500-20000 قدم). وهي تكون أما على شكل صخر متحولأو صخر ناري في الطبقات الرسوبية العلوية المتكونة في الغالب من الحجر الجيري والأحجار الرملية والسجيل الزيتي. ترسبت هذه الصخور الرسوبية إلى حد كبير في الفترة من 650 إلى 290 مليون سنة مضت.

## الإعداد التكتوني
تشكلت الصخور المتحولة والبركانية في لورينتا منذ 1.5 إلى مليار سنة في بيئة تكتونية نشطة. تشكلت الصخور الرسوبية الأصغر سنا التي ترسبت فوق القاعدة الصخرية في بيئة من المياه البحرية والنهرية الهادئة. خلال جزء كبير من فترة المسيسيبي، كان الكراتون موقعًا لمنصة كربونات بحرية واسعة النطاق ترسب عليها بشكل رئيسي كل من الحجر الجيري وبعض الدولوستيرون والتبخرات. امتدت هذه المنصة إما من جبال الأبالاش الحالية أو وادي المسيسيبي إلى الحوض العظيم حالياً. كان الغطاء مغطى ببحراً ضحلًا أو دافئًا أو استوائيًا أو قاريًا أو استوائيًا، وكان أقصى عمق له حوالي 60 مترًا (200 قدم) فقط عند حافة الجرف. خلال العصر الطباشيري ظهر الطريق البحري الغربي الداخلي الذي كان يمتد من خليج المكسيك إلى المحيط المتجمد الشمالي، وقسم أمريكا الشمالية إلى كتل برية شرقية وغربية. في بعض الأحيان ارتفعت كتل اليابسة وسلاسل الجبال على الحافات البعيدة للكراتون ثم تآكلت وهبطت مرة أخرى لتتكون الرمال وتظهر للوجود. كانت عملية اندساس القارة نحو الشمال الغربي التي استمرت ما يقرب من 1.4 إلى 1.2 مليار سنة، من المحتمل أن يكون سببًا في إثراء غلاف الأرض الصخري. ويعتقد أن هذا التخصيب ساهم في تشكيل شبه جزيرة رودينيا الكبرى.

### البراكين
تكون الجزء الجنوبي الغربي من لورينتيا من القاعدة الصخرية في عصر ما قبل الكامبري المشوهة بفعل التصادمات القارية. تعرضت هذه المنطقة إلى صدع كبير في منطقة الحوض والسلسلة وامتد ليصل حتى 100 ٪ من عرضها الأصلي. تحتوي المنطقة على العديد من الانفجارات البركانية الكبيرة.

### المكان الاستوائي
كان موقع خط الاستواء خلال حقبة العصر الأوردوفيشي المتأخر (من 458 إلى 444 مليون سنة مضت) على لورنتيا من خلال سجلات طبقة الصدفة الواسعة. حدث فيضان القارة خلال العصر الأوردوفيشي ومهدت المياه الدافئة الضحلة لظهور الحياة البحرية، وبالتالي ظهور صدفيات الكربونات وتكون المحار. ويتألف القاع اليوم من صدفيات متحجرة ومجموعة ضخمة من فصيلة ثالاسينويدس (MBTF) والأصداف الرخوة بالإضافة إلى فصيلة الصدفة العضدية غير الممدودة (NABS)، وهذا ما يعني وجود حزام المناخ الاستوائي
الذي كان خالياً من الإعاصير والتي تقع داخل 10 درجات من خط الاستواء مبين (22.1° ± 13.5°) يتطابق هذا الاستنتاج البيئي مع النتائج المغناطيسية السابقة التي تؤكد هذا الموقع الاستوائي

## التغير البيئي القديم
وقعت العديد من الأحداث المناخية في لورنتيا خلال عصر دهر البشائر. خلال أواخر العصر الكامبري وحتى نهاية العصر الأوردوفيشي، تذبذب مستوى سطح البحر مع ذوبان الغطاء الجليدي. حدثت تسعة تقلبات على نطاق كبير في «الاحترار العالمي المفرط»، وحالات الغازات الدفيئة عالية الكثافة. بسبب تقلبات مستوى سطح البحر، أدت هذه الفواصل إلى رواسب طينية في لورنتيا والتي تعد بمثابة تسيجل للأحداث. جائت البرودة في العصر الأوردوفيشي، على الرغم من أن حجم هذا البرودة لا تزال موضع نقاش. بعد أكثر من 100 مليون سنة في العصر البرمي حدث اتجاه عام للاحترار. كما يتضح من اللافقريات المتحجرة، تأثر الجانب الغربي في لورنتيا بتيار بارد دائم متجه جنوبًا. يتناقض هذا التيار مع ارتفاع درجة حرارة الماء في منطقة تكساس. هناك رأي معارض يشير إلى أنه خلال العصر البرمي العالمي الدافئ، ظلت شمال وشمال غرب بانجيا (لورنتيا الغربية) باردة نسبيًا.